# Микел Хансен
Микел Хансен (на датски: Mikkel Hansen; роден на 22 октомври 1987 в Хелсингьор) е датски хандбалист, който играе като разпределител. Състезател на френския Пари Сен Жермен Хандбал.